# SO-20 (Spanje)
De SO-20 is een korte randweg in het noordwesten van de plaats Soria. Het is de naam die de wegen N-111, N-122 en N-234 krijgen als ze Soria passeren. Deze weg loopt voor het grootste gedeelte langs het industrieterrein van Soria, Poligono industrial de Soria.